# Jana hecqui
Jana hecqui är en fjärilsart som beskrevs av Berger 1980. Jana hecqui ingår i släktet Jana och familjen Eupterotidae. Inga underarter finns listade i Catalogue of Life.